# Техноід
Техноід (англ. technoid) — музичний стиль, суміш техно та драм-енд-бейсу. В деяких джерелах називається техно-днб (англ. techno-dnb). З'явився у результаті стилістичних експериментів між текстепом і нейрофанком.
Техноід ще вважається піджанром жанру пауер-нойз (англ. power noise), який включає в себе течії індастріала, IBM та хардкор-техно.

## Виконавці
- Konflict (Kemal & Rob Data)
- Ruffen & Dissident
- Raiden
- Gridlock
- Proket

## Лейбли
- Ant-Zen (Німеччина)
- Absetzer (Росія)
- Hands Productions (Німеччина)
- Hangars liquides (Франція)
- Hive Records (США)
- Hymen Records (Німеччина)
- Tympanik Audio (США)